# Gerard III van Heemskerk
Gerard (III) van Heemskerk (ook wel Gerrit van Heemskerck of Gerrit van Heemskerk, Latijn "Gerardus de Emaskerkcus"), (ca.1300-1358) was heer van Heemskerk, de heerlijkheid Oosthuizen, Hobrederskoog, Eltershem, Kabeljauwse leider. Getrouwd met Beatrix van Haerlem Willemsdr rond 1311, zij overleed in 1326.

## Biografie
Hij was een zoon van Gerard II van Heemskerk en een vrouw genaamd Ada. In 1338 komt hij als ridder voor en tevens als baljuw van Amstelland. Dit was hij niet meer in 1350, daar is zijn jongere broer Hendrik als vervanger voor vermeld in de Amstelland kronieken.
In 1350 was hij een van de edelen die aan graaf Willem hun bescherming toezegden tegenover de ondersteuners van Margaretha van Beieren en was een van de belangrijkste ondertekenaars van de Kabeljauwse verbondsakte wat het begin van de Hoekse en Kabeljauwse twisten zouden gaan in luiden. De persoonlijke oorsprong van het ondertekenen van de Kabeljauwse akte, zat mogelijk in het feit dat Dirk III van Brederode mee dingde naar de functie van "baljuw van Kennemerland" en dat Jan I van Polanen diversen kastelen in de korte omtrek van Heemskerk opkocht van de graaf van Holland, zoals Slot Assemburg, dit terwijl Gerard al jaren probeerde geheel Heemskerk bij zijn domein te trekken. Dat hij een man van aanzien was, blijkt uit het feit dat hij in 1351 met de abt van Egmond, de heer Jan I van Egmont en wat andere, ongenoemde edelen, in gezantschap naar Engeland voer om Machteld, dochter van Hendrik hertog van Lancaster, voor Willem van Beieren, graaf van Holland, tot huwelijks echtgenote te vragen.
In de nadagen van de strijd tussen Willem en Margaretha raakte Dirk van Brederode in de macht van Gerard van Heemskerk. Die werd op het kasteel van Heemskerk in gevangenschap gehouden. In juli 1354 werd Dirk van Brederode voor drie maanden op vrije voeten gesteld, hij moet echter beloven ‘weer terug te keren, levend of dood. Spoedig daarna werd de verzoening tussen moeder en zoon van Beieren een feit, bij welke gelegenheid alle wederzijdse gevangenen in vrijheid werden gesteld. Gerard (III) heeft de zegepraal der Hoeksche partij, na het optreden van hertog Albrecht, niet of slechts zeer kort mogen beleven, omdat hij in 1358 overleed, zijn goederen nalatende aan zijn zoon Wouter van Heemskerk.